# Huehuecoyotl

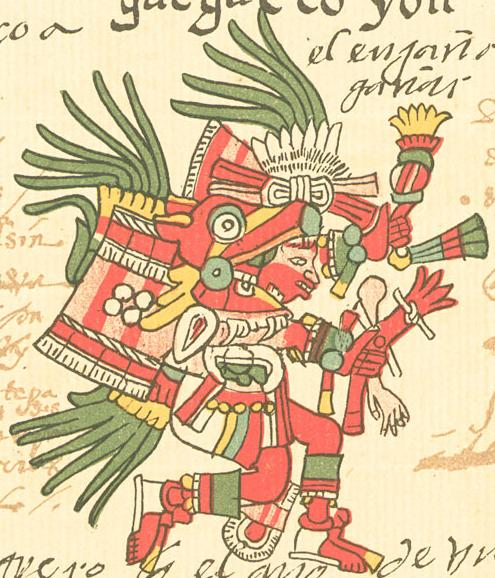
Huehecoyotl in de Codex Telleriano-Remensis.

In de Azteekse mythologie is  Huehuecoyotl  ("oude coyote") de verraderlijke god van muziek, dans en lied. Hij wordt afgeschilderd in de Codex Borbonicus als een dansende coyote met menselijke handen en voeten, die door een menselijke drummer wordt begeleid.
Huehuecoyotl deelt vele kenmerken met verraderlijke Coyote van de Noord-Amerikaanse stammen, met inbegrip van het verhaalvertellen en het koorzingen. In beide culturen is hij een grappenmaker, waarvan zijn trucs vaak de andere goden moeten raken maar vaak teruggekaatst worden en meer probleem voor hem dan de voorgenomen slachtoffers veroorzaken. Verder stond hij bekend om de vele feesten die hij gaf, en werd ook beweerd dat hij oorlogen tussen mensen stimuleerde om zijn verveling te verlichten. Hij is een deel van de Tezcatlipocafamilie van de Mexicagoden, en heeft hun vervormingskrachten. Zij die aanwijzingen hadden van het kwade lot van de goden zouden soms op Huehuecoyotl een beroep doen om hun lot te verlichten of om te keren.
De vierde dag van de dertien dagen durende Mexicaanse week behoorde tot Huehuecoyotl.
Hij wordt vaak geassocieerd met Xolotl.